# Hvidkløver
Hvidkløver (Trifolium repens), ofte skrevet hvid-kløver, er en krybende urt med 10-30 cm lange stængler. Bladenes stilke og de blomsterbærende skud er dog oprette. De hvide blomster sidder i tætte hoveder. Planten er vildtvoksende i Danmark, men også meget brugt som foderplante og som supplement til græsserne i ugødede græsplæner. Blomsterne er velduftende og rige på nektar.

## Beskrivelse
Hvidkløver er en flerårig, urteagtig plante med en krybende vækst. De nedliggende stængler er rodslående, og de bærer bladstilke og blomsterstængler, som er oprette. Bladene er spredt stillede og trekoblede ("trekløver"). Småbladene er ovale til omvendt ægformede med fint tandet rand. Oversiden er græsgrøn, ofte med hvidlige aftegninger, mens undersiden er lysegrøn.
Blomstringen foregår i juni-september, hvor man finder blomsterne samlet i tætte, endestillede hoveder. De enkelte blomster er 5-tallige og uregelmæssige (som det er almindeligt hos de ærteblomstrede planter) med hvide kronblade. Frugterne er bittesmå bælge med 1-3 frø i hver.
Rodsystemet består af en kraftig pælerod med en fint forgrenet netværk af siderødder. Planten er afhængig af samliv med kvælstofsamlende bakterier i knolde på rødderne. Nyere undersøgelser viser, at hvidkløver (sammen med andre kvælstofsamlende arter) er afgørende for ophobning af kulstof og kvælstof i plantesamfundene.
Højde x bredde og årlig tilvækst: 0,10 x 0,30 m (10 x 30 cm/år).

## Hjemsted
Hvidkløver har sin naturlige udbredelse i Nordafrika, mellemøsten, kaukasus, centralasien, det indiske subkontinent og det meste af Europa, herunder også i Danmark, hvor arten er meget almindelig. Planten er knyttet til lysåbne vokseteder med en jordbund, der er fugtig, forholdsvis næringsfattig og svagt basisk. Derfor findes den i enge, på overdrev og skrænter og langs vejkanter.
På Vestvolden i Rødovre vokser arten sammen med bl.a. haremad, hundegræs, pastinak, alm. røllike, engrottehale, engrævehale, hvas randfrø, lancetvejbred, lav ranunkel, markkrageklo, prikbladet perikon og skivekamille

## Anvendelse
Hvidkløver blandes ofte i landbrugets græsfrøblandinger, da den pga. sit høje proteinindhold er en god foderplante til frem for alt kvæg.
Den er i Danmark også meget anvendt til biernes honningproduktion da planten for sin bestøvning er stærkt afhængig af bier og andre insekter. I 2020 var dansk landbrug den største producent af hvidkløverfrø i hele Europa .
Til plantefarvning farver hvidkløver gult på alunbejdset uld.

En kløver med fire blade er er symbol på held.
| Portal | Portal:Botanik |